# Sonata per a violí en re major (HWV 371)
La Sonata per a violí en re major (HWV 371) fou composta cap al 1749 o 1750 per Georg Friedrich Händel. Està escrita per a violí i teclat (clavicèmbal). Altres catàlegs de música de Händel la tenen referenciada com a HG xxvii,47; i HHA iv/4,28. No va ser publicada per Walsh.
Aquesta sonata representa la darrera obra de música de cambra de Händel. Apareix com a Opus 1 núm.13 en l'edició de Chrysander.
Una interpretació típica dura aproximadament dotze minuts.

## Moviments
La sonata consta de quatre moviments:
| Núm. | Tipus      | Notes |
| ---- | ---------- | ----- |
| 1    | Affettuoso |       |
| 2    | Allegro    |       |
| 3    | Larghetto  |       |
| 4    | Allegro    |       |